# 虫媒花

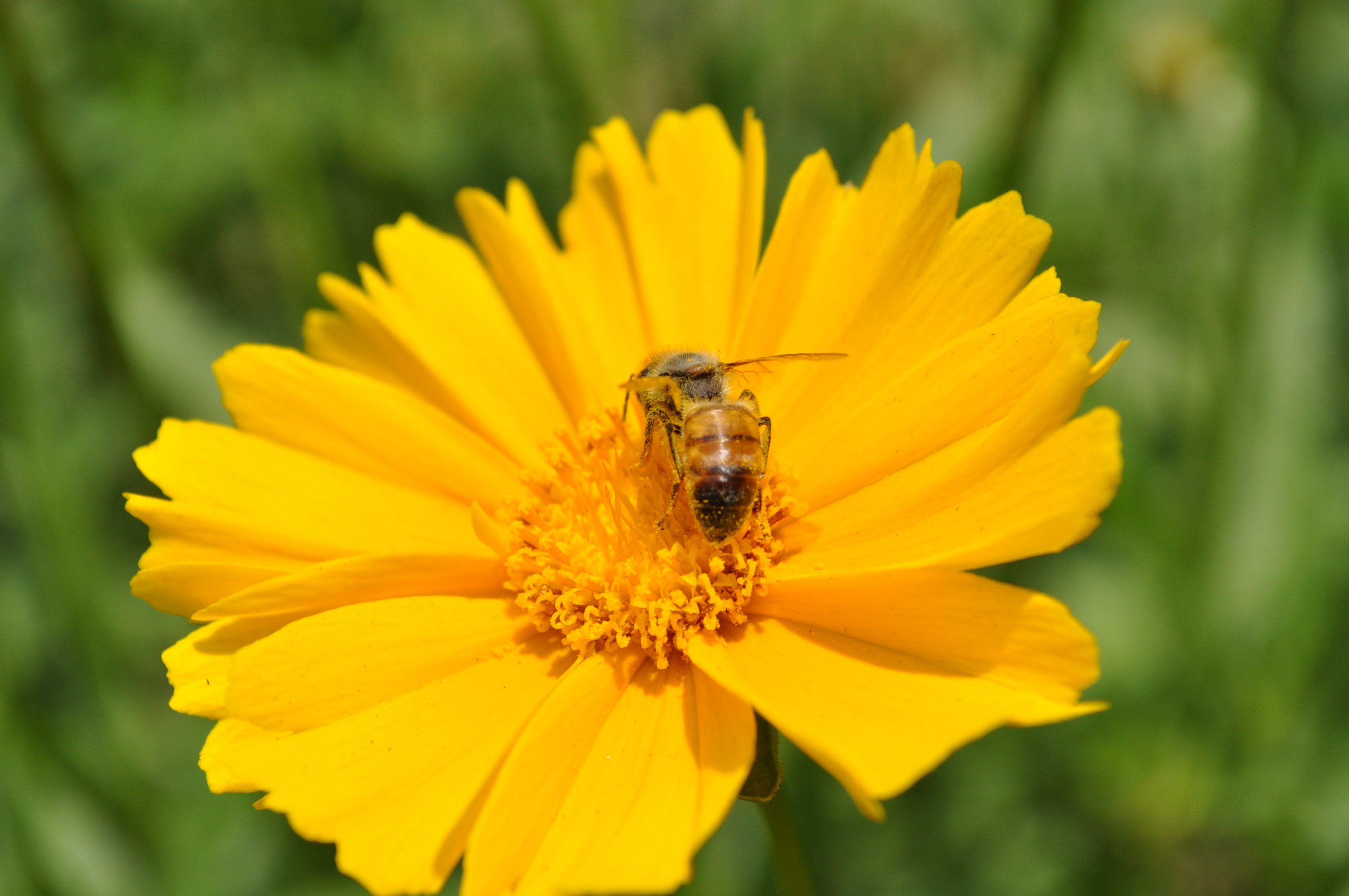
蜂による虫媒

虫媒花（ちゅうばいか）とは、虫、主として昆虫を媒介して受粉を行う花のこと。花粉媒介の型としては動物媒のひとつ。

## 概説
虫を誘引するために美しく目立つ姿や強い香りを放つものが多い。また、蜜を出すのも虫を誘引するための適応と考えられる。動物を花粉媒介の媒体として利用する例としては、他に、鳥媒花、哺乳類媒花（コウモリ媒花）、あるいはカタツムリ媒などもあり、特に熱帯地方ではそれらの例が多いが、全体としては虫媒が最も広く見られる。
花粉に粘り気があり、虫の体に付きやすいように工夫されている。また、花は虫を呼ぶように華やかなものが多い。
ヘチマやアサガオがその仲間である。
一般に虫媒花が美しく見えるのは、（人為的な品種改良の場合を除いて）昆虫の目に魅力的に見えるものと、我々の目の見え方にある程度の共通性があるからであろう。しかし、昆虫専用の色彩もある。我々の目が捕らえられない紫外線領域を昆虫は感じることができる。そのような領域を捉えられるフィルムで撮影した場合、黄色一色の花と見えるものに、花の中心へ向かう集中線の模様が見られる例が多いことがわかっている。これは、昆虫を花粉や蜜のある場所へ誘導する効果があると考えられている。
中には普通は花に集まらない昆虫を誘引するように進化したものもある。腐肉の臭いを発してハエ類などを集める例や、花弁が雌の形になって雄バチを誘引するランの例などが知られている。

## 昆虫の側から
昆虫にとっては、花は餌の供給源である。花粉を食べる場合、花に産卵し、幼虫が果実や種子を食べる場合などがある。しかし、花粉も種子も植物にとっては必要な資源である。ある程度はそれを犠牲にして花粉媒介の利を選ぶ選択もあるだろうが、多くを食べられるのは困る。花の蜜はそれに対する解決として、花が昆虫に供給する食物として発達したものであろう。
マタタビ類は機能的には雌雄異花であるが、雌花にも雄蘂があり、花粉を生産している。これは、この植物が蜜腺を持たないため、昆虫への見返りを出せないので、機能のない花粉を生産することで、昆虫への見返りとするようになったものとの見方がある。

## 大きな進化の流れ
虫媒花としての特徴である花弁や蜜腺などの構造は被子植物の花の特徴であり、被子植物の花は、基本的には虫媒花として進化したと考えられる。他方、昆虫にもチョウ目のように口の構造が花の蜜を吸うように特殊化したもの、ハナバチ類のように花粉や蜜を餌として進化した物など、虫媒花の存在なくしては考えられないものが多い。そのような点から、被子植物と昆虫類が共進化によって互いに依存しつつ繁栄したと考える向きもある。

## 送粉シンドローム
花粉媒介を行う動物（送粉者）の種類によって、花の形質に共通した特徴がみられることがある。それを「送粉シンドローム（ポリネーションシンドローム）と呼ぶ。以下に、訪花昆虫の特徴と送粉シンドロームについて記述する。
- ハエ

さまざまな花を訪れるため、花粉媒介者としての「忠実度」は高くない。しかし気温が低い時期にも活動がみられるため、ヤツデなど冬期に開花する植物にとっては重要な訪花者となることがある。ハエ媒花には、蜜腺が露出していたり皿型のように蜜腺に接近しやすい、白い花が多い、小花がかたまって咲くなど「着陸」しやすい、などの特徴が見られる。また、ザゼンソウやラフレシアのように悪臭でハエをおびきよせるものもある。
- ハナバチ（ミツバチやマルハナバチなど）

ハナバチ類はきわめて優秀な送粉者である。各働き蜂には記憶力があるので、個体ごとに特定の巡回コースを持っていたり、花蜜の多い花を選んで訪れたりする。自分が訪花した花を覚えていて、その花への訪花を一定時間行わないこともある。ハナバチは蜜を得るために、筒状の花びらの奥まで進入することがある。また、力があるので、ランやアヤメのように蜜腺が花びらに隠されている花であっても、その花びらを押しのけて蜜腺までたどり着く。ハナバチ媒花には、このように筒状の花や、蜜腺が隠されているもの、あるいは距の中に蜜をためるものなど、容易に蜜源にたどり着けないものがある。また、垂直方向に小花が並ぶ花序をもつものがある（ジギタリス、ネジバナなど）。これらはハナバチが下から上の小花に向かって移動するからである。
- その他のハチ

アシナガバチやスズメバチも花を訪れるが、本来は肉食であるため、花蜜への依存度は大きくない。ヤブガラシなど、蜜量が多く採蜜しやすい花を訪れる。イチジク属の花には、イチジクコバチが訪れる。このハチはイチジクの花嚢の中に入り、その際に花粉の媒介を行う。イチジク属の種ごとに特定のイチジクコバチが訪れるので、しばしば典型的な共進化の事例として取り上げられる。
- 甲虫

甲虫類は比較的飛翔が上手ではないため、多くの小花が集まった花序や大きな花など広い「着陸面積」を持つ花を好む。また、白い花を好んで訪れる。オニバスや熱帯モクレンの中には、夜になると花が閉じ翌日再び開花するまでその中に甲虫を閉じこめるものもある。甲虫は閉じこめられている間、出口を探して花の中を徘徊するので、より多くの花粉が体に付着する。ソテツは裸子植物の中では珍しい虫媒花であるが、ゾウムシによって花粉媒花されるという報告がある。
- チョウ

特定の色の花を好むという傾向はみられない。ユリのような筒状の花の送粉者となる。蜜腺が露出した花では、長い口吻で蜜を吸うだけで雄蘂や雌蘂に触れることがなく、盗蜜者となることもある。
- ガ

夕方から夜にかけて活動するため、視覚ではなく嗅覚に頼る。そのためガ媒花は、開花が黄昏から夜、色は白色から淡い黄色、強い芳香を持つなどの共通点が多い。ユッカ（花）とユッカガのように、共進化とされる事例も知られている。